# Anyone (Roxette)
Anyone è un singolo del duo pop svedese Roxette, pubblicato nel 1999 come secondo estratto dal sesto album in studio Have a Nice Day.

## Il Singolo
Anyone è un brano scritto da Per Gessle ed è stato pubblicato come singolo anche in Enahnced CD, che include il video di Wish I Could Fly.
In Giappone è stato pubblicato, nel 1999, come doppio A-Side («Lato A»), "Pay The Price / Anyone".

## Tracce
CD Singolo
1. Anyone (Per Gessle) - 4:32
2. Anyone [Tits & Ass Demo, July 29th 1998] - 4:13

Maxi, Enhanced CD
1. Anyone (Per Gessle) - 4:32
2. Anyone [Tits & Ass Demo, July 29th 1998] - 4:13
3. Cooper (Closer to God) - 4:20
4. You Don't Understand Me [Abbey Road Sessions, November 15th 1995] - 3:43
5. Wish I Could Fly [Video] - 4:38

CDS, solo promozionale
1. Anyone [Radio Edit] (Per Gessle) - 3:59

## Pay The Price / Anyone
CD Singolo
1. Pay The Price (Per Gessle) - 3:48
2. Anyone (Per Gessle) - 4:31

Maxi
1. Pay The Price (Per Gessle) - 3:48
2. Anyone (Per Gessle) - 4:31
3. Cooper (Closer to God) - 4:20
4. Anyone [Tits & Ass Demo, July 29th 1998] - 4:13

## Il Video
Il video di Anyone è stato diretto da Jonas Åkerlund, nel 1999, in Portogallo.